# The L Word: Generation Q

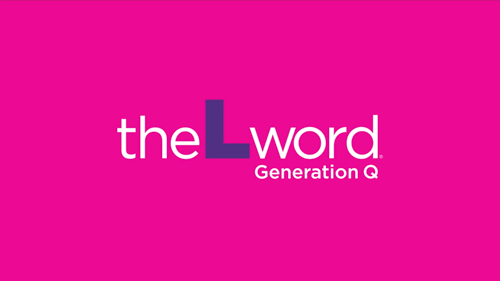

The L Word: Generation Q é uma série de televisão de drama americana produzida pelo Showtime que estreou em 8 de dezembro de 2019. A série é uma sequência de The L Word, que foi ao ar na Showtime de 2004 a 2009. Uma primeira exibição foi realizada em 9 de dezembro de 2019, organizada pela House of Pride, para coincidir com o lançamento nos Estados Unidos. Em janeiro de 2020, o Showtime renovou a série para uma segunda temporada.

## Sinopse
Generation Q se passa mais de dez anos após o The L Word, no novo cenário de Silver Lake, Los Angeles. Vários atores da série original voltaram a reprisar seus papéis ao lado de um novo conjunto de diversos personagens. O programa centra-se em um grupo de diversos personagens LGBTQ+ que experimentam amor, desgosto, sexo, contratempos, crescimento pessoal e sucesso em Los Angeles.